# Фудзи, Такэси
Пол Такэ́си Фу́дзи (англ. Paul Takeshi Fuji, яп. 藤猛; 6 июля 1940, Гонолулу) — американский боксёр-профессионал японского происхождения, выступал в первой полусредней весовой категорий в период 1964—1970. Владел титулом чемпиона мира по версиям ВБС и ВБА, был чемпионом Японии, чемпионом Азиатско-Тихоокеанского региона. Также известен как тренер по боксу.

## Биография
Такэси Фудзи родился 6 июля 1940 года в городе Гонолулу на Гавайских островах, в семье эмигрантов из Японии третьего поколения. Детство провёл в США, где с юных лет активно занимался боксом. Выигрывал национальные турниры «Золотые перчатки» в Калифорнии и Неваде, всего в любителях провёл 132 боя, из них 116 раз выиграл, 16 раз проиграл. В подростковом возрасте переехал на историческую родину, где стал посещать боксёрский зал, принадлежащий известному рестлеру Рикидодзану.
На профессиональном уровне Фудзи дебютировал в апреле 1964 года в Японии, своего первого соперника Минору Гото победил нокаутом уже во втором раунде. В течение последующих месяцев провёл множество удачных поединков, в июне 1965 года завоевал вакантный титул чемпиона Японии в первом полусреднем весе — другой претендент на это звание, представитель Токио Накао Сасадзаки, был нокаутирован через 45 секунд после начала боя. В том же году Фудзи потерпел первое в карьере поражение, единогласным решением судей от американца Джонни Сантоса, а ещё через год последовал второй проигрыш, нокаутом в шестом раунде от филиппинца Фела Педранцы.
Несмотря на два поражения, большинство своих боёв Фудзи всё же выигрывал, причём его соперниками были не самые слабые бойцы. Он сохранил за собой звание чемпиона Японии, в 1966 году защитил его и выиграл чемпионский пояс Азиатско-Тихоокеанской боксёрской федерации (этот пояс защитил тоже один раз). Поднявшись высоко в мировых рейтингах, в 1967 году получил шанс побороться за титул чемпиона мира в первой полусредней весовой категории по версиям Всемирного боксёрского совета (ВБС) и Всемирной боксёрской ассоциации (ВБА). Действующий чемпион итальянец Сандро Лопополо продержался на ногах только один раунд, а во втором отправился в тяжёлый нокаут.
Первый раз Фудзи успешно отстоял чемпионское звание, но во время второй защиты, прошедшей в 1968 году в Токио, явное преимущество имел аргентинец Николино Лочче — после десятого раунда угол чемпиона отказался от дальнейшего продолжения матча. Впоследствии Такэси Фудзи выходил на ринг ещё в течение двух лет, летом 1970 года должен был драться с бывшим чемпионом мира Эдди Перкинсом, но буквально за несколько дней до начала матча получил серьёзную травму, и Японская боксёрская комиссия запретила ему участвовать в этом бою. Таким образом, Фудзи завершил карьеру спортсмена. Всего в профессиональном боксе он провёл 38 боёв, из них 34 окончил победой (в том числе 29 досрочно), три раза проиграл, в одном случае была зафиксирована ничья. После завершения спортивной карьеры работал тренером в одном из боксёрских залов города Мито, префектура Ибараки.